# Castell de Meysembourg
El Castell de Meysembourg (en francès: Château de Meysembourg) es troba a uns 2 km al sud-oest de Larochette en el centre de Luxemburg. Mentre que el lloc té una història que data del segle xii, el castell actual va ser construït el 1880 en estil neorenaixentista i és de propietat privada.

## Història
La família Meysembourg s'esmenta per primera vegada al segle xii, quan la «dama de Meysembourg» estava al servei d'Ermesinde, comtessa de Luxemburg. Les referències històriques indiquen que Walter de Meysembourg va ser el propietari el 1176 i Eberhart de Maysembourg el 1296. El 1443, el castell va ser destruït per Felip III de Borgonya, però va ser reconstruït abans del 1500. Va ser novament destruït per les tropes del mariscal de Boufflers el 1683-1684. Tot el que queda de l'antic castell és la capella, el fossat i part del mur exterior. Custine de Wiltz, l'últim en la línia a heretar la propietat, va fugir durant la invasió francesa el 1794. Després d'una pública subhasta el 1798, el castell va caure en mans dels senyors de Fischbach, Cassal i finalment Jean-François Reuter d'Heddersdorf que va ocupar el lloc després de l'expulsió dels seus habitants.
Després de comprar la propietat el 1855, el príncep d'Arenberg el va demolir el 1880 i va construir un nou castell d'estil neorenaixentista. L'any 1971, l'arquitecte estatal Charles Arendt va realitzar treballs de restauració. La propietat pertany ara a la família Spiegelburg i no està obert al públic.